# Rejestr roślin uprawnych
Rejestr roślin uprawnych w Unii Europejskiej – urzędowy wykaz gatunków i odmian roślin uprawnych (warzywnych i sadowniczych), których materiał siewny (szkółkarski) może być wytwarzany i może znajdować się w obrocie na obszarze Unii Europejskiej. Rejestr prowadzony jest dla odmian gatunków roślin uprawnych, z wyłączeniem odmian użytkowanych w celach ozdobnych. W Polsce za prowadzenie krajowego rejestru (KR) odmian uprawnych odpowiedzialny jest Centralny Ośrodek Badania Odmian Roślin Uprawnych.
Na podstawie krajowych rejestrów państw członkowskich Komisja Europejska opracowuje: Wspólnotowy katalog odmian roślin rolniczych (ang. Common catalogue of varieties of agricultural plant species), Wspólnotowy katalog odmian roślin warzywnych (ang. Common catalogue of varieties of vegetable species) oraz Wspólnotowy wykaz odmian roślin sadowniczych (ang. Fruit Reproductive Material Information System). Odmiany znajdujące się w katalogach (rejestrach) są dopuszczone do obrotu na terytorium Unii Europejskiej.

## Gatunki objęte rejestrem
Wykaz gatunków roślin uprawnych, których odmiany wpisuje się do rejestru.
1. Burak:
  - burak cukrowy (Beta vulgaris L.)
  - burak pastewny (Beta vulgaris L.)
2. Rośliny pastewne:
  - trawy gazonowe i pastewne:
    - kostrzyca (×Festulolium spp., syn. Festuca × Lolium)
    - kostrzewa czerwona (Festuca rubra L.)
    - kostrzewa łąkowa (Festuca pratensis Hudson)
    - kostrzewa owcza (Festuca ovina L.)
    - kostrzewa trzcinowa (Festuca arundinacea Schreber)
    - kupkówka pospolita (Dactylis glomerata L.)
    - mietlica pospolita (Agrostis capillaris L.)
    - mietlica psia (Agrostis canina L.)
    - mietlica rozłogowa (Agrostis stolonifera L.)
    - rajgras wyniosły (Arrhenatherum elatius L.)
    - stokłosa uniolowata (Bromus catharticus Vah)
    - tymotka kolankowata (Phleum bertolonii DC.)
    - tymotka łąkowa (Phleum pratense L.)
    - wiechlina błotna (Poa palustris L.)
    - wiechlina gajowa (Poa nemoralis L.)
    - wiechlina łąkowa (Poa pratensis L.)
    - wiechlina zwyczajna (Poa trivialis L.)
    - wyczyniec łąkowy (Alopecurus pratensis L.)
    - życica mieszańcowa, rajgras oldenburski (Lolium ×boucheanum Kunth)
    - życica trwała, rajgras angielski (Lolium perenne L.)
    - życica wielokwiatowa, rajgras włoski i holenderski (Lolium multiflorum Lam.)

  - strączkowe:
    - bobik (Vicia faba var. minor L. (partim))
    - groch siewny (Pisum sativum L. (partim))
    - łubin biały (Lupinus albus L.)
    - łubin pastewny, ł. wąskolistny (Lupinus angustifolius L.)
    - łubin żółty (Lupinus luteus L.)
    - seradela pastewna (Ornithopus sativus L.)
    - wyka kosmata (Vicia villosa Roth)
    - wyka siewna (Vicia sativa L.)

  - motylkowate drobnonasienne:
    - esparceta siewna (Onobrychis viciifolia Scop.)
    - komonica zwyczajna (Lotus corniculatus L.)
    - koniczyna biała (Trifolium repens L.)
    - koniczyna krwistoczerwona, inkarnatka (Trifolium incarnatum L.)
    - koniczyna łąkowa (Trifolium pratense L.)
    - koniczyna perska (Trifolium resupinatum L.)
    - koniczyna białoróżowa, k. szwedzka (Trifolium hybridum L.)
    - lucerna nerkowata, l. chmielowa (Medicago lupulina L.)
    - lucerna mieszańcowa (Medicago ×varia T. Martyn)
    - lucerna siewna (Medicago sativa L.)

  - inne
    - brukiew pastewna (Brassica napus L. var. napobrassica (L.) Rchb.)
    - kapusta pastewna (Brassica oleracea L. convar. acephala (DC.) Alef. var. medullosa Thell. + var. viridis L.)
    - rzodkiew oleista (Raphanus sativus L. var. oleiformis Pers.)
3. Rośliny oleiste:
  - gorczyca biała (Sinapis alba L.)
  - gorczyca sarepska (Brassica juncea (L.) Czernj et Cosson)
  - kminek zwyczajny (Carum carvi L.)
  - konopie siewne (Cannabis sativa L.)
  - len zwyczajny (Linum usitatissimum L.)
  - mak lekarski (Papaver somniferum L.)
  - rzepak (Brassica napus L. (partim))
  - kapusta właściwa olejowa, rzepik (Brassica rapa L. var. oleifera)
  - słonecznik zwyczajny (Helianthus annuus L.)
  - soja warzywna (Glycine max (L.) Merrill)
4. Rośliny zbożowe, zboża:
  - jęczmień zwyczajny (Hordeum vulgare L.)
  - kukurydza zwyczajna (Zea mays L.)
  - mozga kanaryjska, kanar (Phalaris canariensis L.)
  - owies zwyczajny (Avena sativa L.)
  - pszenica orkisz (Triticum spelta L.)
  - pszenica twarda (Triticum durum Desf.)
  - pszenica zwyczajna (Triticum aestivum L. emend. Fiori et Paol.)
  - pszenżyto (×Triticosecale Wittm.)
  - żyto zwyczajne (Secale cereale L.)
5. Ziemniak (Solanum tuberosum L.)
6. Warzywa:
  - cebulowe:
    - cebula zwyczajna (Allium cepa L.)
    - czosnek dęty, cebula siedmiolatka (Allium fistulosum L.)
    - czosnek pospolity (Allium sativum L.)
    - por (Allium porrum L.)
    - czosnek askaloński, cebula szalotka, szalotka (Allium ascalonicum L.)

  - dyniowate:
    - dynia olbrzymia (Cucurbita maxima Duch)
    - dynia zwyczajna (Cucurbita pepo L.)
    - kawon, arbuz (Citrullus lanatus, Citrullus vulgaris)
    - melon (Cucumis melo L.)
    - ogórek siewny (Cucumis sativus L.)

  - kapustne:
    - brokuł (Brassica oleracea L. convar. botrytis (L.) Alef. var. cymosa Duch.)
    - jarmuż, kapusta liściasta (Brassica oleracea L. convar. acephala (DC.) Alef. var. sabellica L.)
    - kalafior (Brassica oleracea L. convar. botrytis (L.) Alef. var. botrytis L.)
    - kalarepa (Brassica oleracea L. convar. acephala (DC.) Alef. var. gongylodes L.)
    - kapusta brukselska, brukselka (Brassica oleracea L. convar. oleracea var. gemmifera DC.)
    - kapusta głowiasta biała (Brassica oleracea L. convar. capitata (L.) Alef. var. alba DC.)
    - kapusta głowiasta czerwona (Brassica oleracea L. convar. capitata (L.) Alef. var. rubra DC.)
    - kapusta pekińska (Brassica pekinensis (Lour.) Rupr.)
    - kapusta włoska (Brassica oleracea L. convar. capitata (L.) Alef. var. sabauda L.)

  - korzeniowe i liściowe
    - burak ćwikłowy (Beta vulgaris L. var. conditiva Alef.)
    - burak liściowy (Beta vulgaris L. var. vulgaris)
    - cykoria podróżnik (Cichorium intybus L. (partim))
    - cykoria endywia (Cichorium endivia L.)
    - marchew zwyczajna (Daucus carota L.)
    - rabarbar ogrodowy (Rheum rhaponticum L.)
    - roszponka warzywna (Valerianella locusta (L.) Laterrade)
    - sałata siewna (Lactuca sativa L.)
    - selery zwyczajne (Apium graveolens L.)
    - wężymord czarny korzeń, skorzonera (Scorzonera hispanica L.)
    - szpinak warzywny (Spinacia oleracea L.)
    - trybula ogrodowa (Anthriscus cerefolium (L.) Hoffm.)

  - psiankowe
    - oberżyna, bakłażan, psianka podłużna (Solanum melongena L.)
    - papryka roczna (Capsicum annuum L.)
    - pomidor zwyczajny (Lycopersicon lycopersicum (L.) Karsten ex Farw)

  - strączkowe:
    - bób (Vicia faba L. (partim))
    - fasola wielokwiatowa (Phaseolus coccineus L.)
    - groch siewny cukrowy (Pisum sativum L. (partim))
    - groch siewny łuskowy (Pisum sativum L. (partim))

  - inne:
    - karczoch hiszpański, kard (Cynara cardunculus L.)
    - karczoch zwyczajny (Cynara scolymus L.)
    - koper włoski (Foeniculum vulgare Miller)
    - szparag lekarski (Asparagus officinalis)
7. Rośliny sadownicze
  - drzewa owocowe
    - brzoskwinia zwyczajna (Prunus persica (L.) Batsch)
    - cytryna zwyczajna (Citrus limon (L.) Burm. f.)
    - czereśnia (Prunus avium (L.) L.)
    - grejpfrut (Citrus ×paradisi Macfad.)
    - grusza pospolita (Pyrrus communis L.)
    - jabłoń (Malus Mill.)
    - leszczyna pospolita (Corylus avellana L.)
    - limeta kwaśna, limeta (Citrus aurantiifolia (Christm. et Panz.))
      - mandarynka (Citrus reticulata Blanco)

    - migdałowiec zwyczajny (Prunus amygdalus Batsch)
    - morela zwyczajna (Prunus armeniaca L.)
    - oliwka europejska (Olea europaea L.)
    - orzech włoski (Juglans regia L.)
    - pigwa (Cydonia Mill.)
    - pomarańcza słodka, p. chińska (Citrus sinensis (L.) Osbeck)
    - śliwa japońska (Prunus salicina Lindl.)
    - wiśnia pospolita (Prunus cerasus L.)

  - rośliny jagodowe
    - agrest (Ribes grossularia L.)
    - malina (Rubus ssp.)
    - porzeczka (Ribes spp.)
    - truskawka (Fragaria ×ananassa Duch.)